# مهدي بن نصيب
مهدي بن نصيب الدهماني مواليد 1 سبتمبر 1994 في تونس، هو لاعب كرة قدم تونسى يلعب في نادي الكوكب السعودي.

## روابط خارجية
- مهدي بن نصيب على موقع قاعدة بيانات كرة القدم.إي يو (الإنجليزية)
- مهدي بن نصيب على موقع Soccerway.com (الإنجليزية)